# San Pedro Manrique
San Pedro Manrique település Spanyolországban, Soria tartományban. San Pedro Manrique Valdeprado, Valtajeros, Oncala, Villar del Río, Yanguas, Enciso, Muro de Aguas, Cornago, Valdemadera és Navajún községekkel határos. Lakosainak száma 619 fő (2024).

## Népesség
A település népessége az elmúlt években az alábbi módon változott:
| Lakosok száma | 505  | 537  | 583  | 626  | 642  | 588  | 602  | 620  | 643  | 619  |
|               | 2001 | 2004 | 2007 | 2009 | 2012 | 2014 | 2017 | 2019 | 2022 | 2024 |